# Gibbon, Minnesota
Gibbon är en ort i Sibley County, Minnesota, USA.